# Ngis
Ngis is een bestuurslaag in het regentschap Karangasem van de provincie Bali, Indonesië. Ngis telt 2000 inwoners (volkstelling 2010).